# Cheat Lake
Cheat Lake é uma Região censo-designada localizada no estado norte-americano de Virgínia Ocidental, no Condado de Monongalia.

## Demografia
Segundo o censo norte-americano de 2000, a sua população era de 6396 habitantes.

## Geografia
De acordo com o United States Census Bureau tem uma área de
40,9 km², dos quais 37,4 km² cobertos por terra e 3,5 km² cobertos por água.

## Localidades na vizinhança
O diagrama seguinte representa as localidades num raio de 12 km ao redor de Cheat Lake.